# Göstrings tingslag
Göstrings tingslag var ett tingslag i Östergötlands län och från 1850 i Lysings och Göstrings domsaga. Det bildades 1680 och upplöstes 1 januari 1919 då dess verksamhet överfördes till Lysings och Göstrings tingslag

## Ingående områden
Tingslaget omfattade Göstrings härad.